# Velum universale

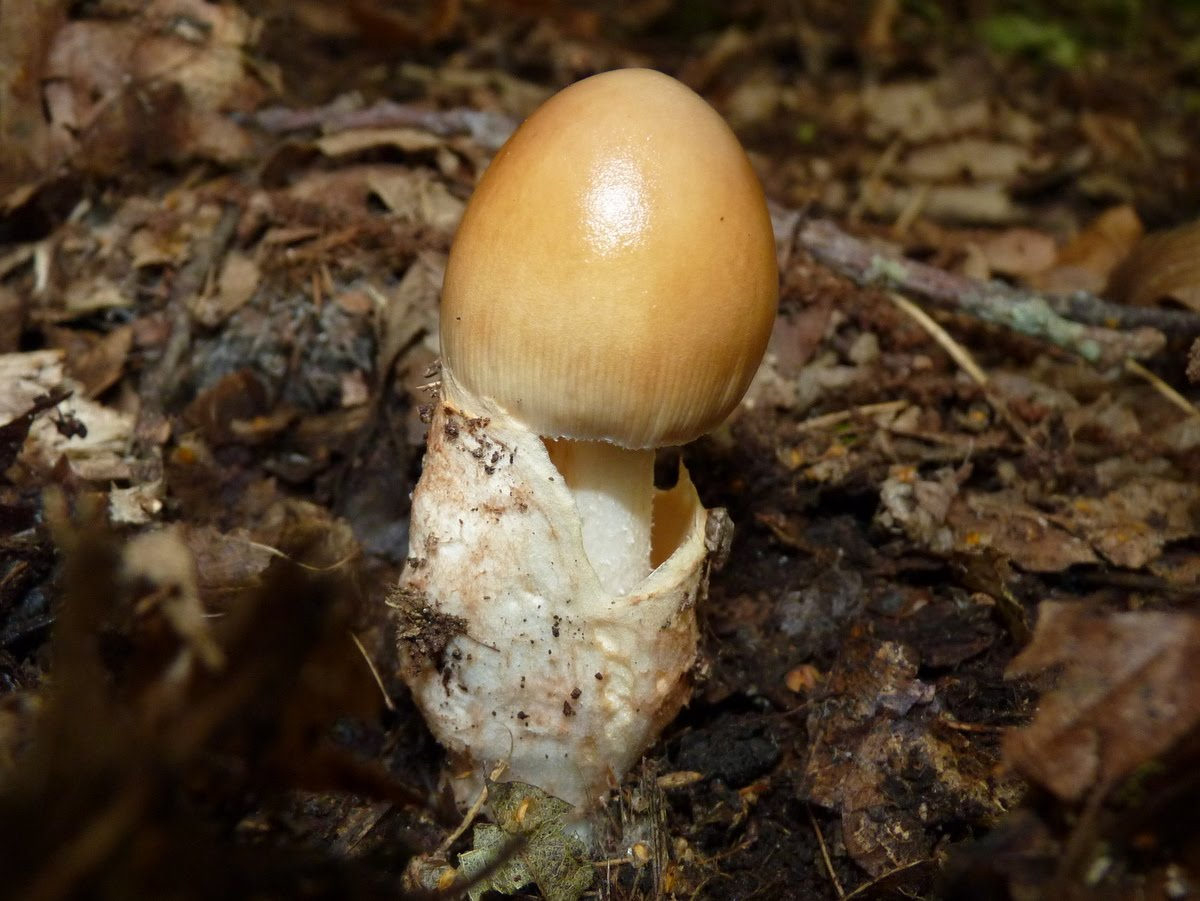
Saffraanamaniet breekt uit het velum universale

Het velum universale is een mycologische term om een structuur te beschrijven waarvan bijna alle lamelpaddenstoelen zijn voorzien. Jonge, in ontwikkeling zijnde champignons worden bijvoorbeeld beschermd door deze membraan-achtige structuur. Het zal uiteindelijk breken en afgestoten worden door de groeiende paddenstoel. Restanten, in de vorm van de schede, de bekerachtige structuur bij de steel en flarden of "wratten" op de hoed blijven aanwezig.
Deze macroscopische overblijfselen vormen een van de mogelijke kenmerken bij de paddenstoelendeterminatie. Taxonomisch gezien wijzen ze meestal naar een lid van de familie der Amanitaceae. Dit is vooral belangrijk omdat in deze familie een buitengewoon hoog aantal leden een dodelijke werking hebben door hun toxinegehalte.